# Haßbach (Ruhr)
Der Haßbach, auch: Hasbach, ist ein 6,327 km langer, orografisch linker Nebenfluss der Ruhr im nordrhein-westfälischen Arnsberg, zum großen Teil als Grenzbach zwischen den Stadtteilen Voßwinkel und Bachum. Der Bach entspringt an der westlichen Seite des Zuhangebergs nördlich von Holzen bzw. südlich von Voßwinkel auf einer Höhe von 260 m ü. NN und fließt in nördliche Richtung auf 147 m ü. NN in die Ruhr.
Der Bach überwindet auf seinem Weg einen Höhenunterschied von 113 m, was bei einer Lauflänge von 6,327 km einem mittleren Sohlgefälle von 17,9 ‰ entspricht. Der Bach entwässert sich über die Ruhr und den Rhein zur Nordsee.

## Natur und Umwelt
Große Teile des Bachlaufes liegen im Naturschutzgebiet  Luerwald bzw. sind als geschützte Landschaftsbestandteile ausgewiesen. Der Unterlauf ist als Landschaftsschutzgebiet Hasbach-Höggenbach geschützt.